# Męskie Granie 2024
Męskie Granie 2024 – 15. edycja polskiego festiwalu muzycznego Męskie Granie, organizowanego przez agencję Live i sponsorowanego przez firmę Żywiec. Złożyło się na nią 14 koncertów w 7 miastach Polski, odbytych od 28 czerwca do 24 sierpnia 2024. Hymn edycji, „Wolne duchy”, został nagrany przez supergrupę Męskie Granie Orkiestra 2024, w której skład weszli Daria Zawiałow, Mrozu i Kacperczyk. 29 listopada 2024 został wydany dokumentujący trasę album koncertowy Męskie Granie 2024. Zadebiutował on na pierwszych miejscach notowań OLiS i OLiS – albumy fizycznie.

## Organizacja
31 stycznia 2024 organizatorzy Męskiego Grania ogłosili listę koncertów w ramach tegorocznej edycji. Podobnie jak w poprzednich latach, w każdym z 7 miast festiwal został zapowiedziany na dwa dni. Koncerty piątkowe są wieńczone występami wybranych orkiestr Męskiego Grania z poprzednich lat (w tym Orkiestry Orkiestr w Warszawie), zaś sobotnie występami Męskie Granie Orkiestry 2024. 22 kwietnia 2024 został podany spis piątkowych orkiestr. Dzień później organizatorzy ogłosili listę wykonawców całego festiwalu, a także zapowiedzieli internetowe transmisje na żywo koncertów z Żywca i Warszawy. Ponadto poinformowali, że w Warszawie zostanie postawiona trzecia scena, nazwana klubową, na której wystąpią artyści elektroniczni. 24 lipca 2024 poinformowali o przeniesieniu festiwalu w Warszawie z Letniej Sceny Progresji na Lotnisko Bemowo.
6 czerwca 2024 został ujawniony skład Męskie Granie Orkiestry 2024: Daria Zawiałow, Mrozu i duet Kacperczyk. Ogłoszenie poprzedziły spekulacje w związku z faktem, że na ulicach w kilku miastach Polski jeździły samochody z rzeźbami przedstawiającymi głowy artystów, co media interpretowały jako zamierzoną akcję promocyjną. 11 czerwca 2024 odbyła się premiera nagranego przez supergrupę singla promującego festiwal, „Wolne duchy”, a także nagranego do niego teledysku w reżyserii Krzysztofa Grajpera.

## Męskie Granie Orkiestra 2024
Skład główny:
- Daria Zawiałow – śpiew
- Mrozu – śpiew
- Kacperczyk
  - Maciej Kacperczyk – śpiew
  - Paweł Kacperczyk – perkusja

Muzycy akompaniujący:
- Bartek Królik – kierownik muzyczny, aranżacje, gitara basowa, wokal wspierający
- Tomasz Brzozowski – aranżacje
- Szymon Paduszyński – gitary, wokal wspierający, aranżacje
- Marek Piotrowski – aranżacje
- Kacper Stolarczyk – gitary
- Jerzy Markuszewski – perkusja

## Lista koncertów
| Data             | Miejscowość | Obiekt                     | Wykonawcy (Scena Główna) | Wykonawcy (Scena Ż) | Wykonawcy (Scena Klubowa)                                                                                |
| ---------------- | ----------- | -------------------------- | --- | --- | --- |
| 28 czerwca 2024  | Żywiec      | Amfiteatr pod Grojcem      | Męskie Granie Orkiestra 2017 (Brodka, Rogucki i Ørganek) Daria Zawiałow Brodka, gościnnie: Igo Miuosh i Zespół Pieśni i Tańca „Śląsk” – Pieśni współczesne Epilog Łona, Konieczny i Kacper Krupa | Kim Nowak Karaś/Rogucki Renata Przemyk, gościnnie: Dagadana Wiktor Waligóra Hubert.                                                              | — |
| 29 czerwca 2024  | Żywiec      | Amfiteatr pod Grojcem      | Męskie Granie Orkiestra 2024 (Daria Zawiałow, Mrozu i Kacperczyk) Krzysztof Zalewski Męskie Granie Orkiestra 2023 (Igo, Mrozu i Vito Bambino) Kacperczyk Dawid Tyszkowski                        | Swiernalis PRO8L3M Kasia Lins, gościnnie: WaluśKraksaKryzys Kathia, gościnnie: Skubas Lor                                                        | — |
| 12 lipca 2024    | Szczecin    | Aeroklub Szczeciński       | Męskie Granie Orkiestra 2020 (Daria Zawiałow, Król i Igo) Mrozu Kaśka Sochacka L.U.C. i Rebel Babel Film Orchestra – muzyka do filmu Chłopi Rubens                                               | P.Unity Marcelina Projekt WOW (Waligóra, Odoszewski i Wolas) Miętha Ivo                                                                          | — |
| 13 lipca 2024    | Szczecin    | Aeroklub Szczeciński       | Męskie Granie Orkiestra 2024 (Daria Zawiałow, Mrozu i Kacperczyk) Nosowska PRO8L3M T.Love Bartek Królik                                                                                          | Jeszcze Marcin Masecki Trio Skubas, gościnnie: Kathia Bisz Kępiński i Kowalonek                                                                  | — |
| 19 lipca 2024    | Gdańsk      | Polsat Plus Arena          | Męskie Granie Orkiestra 2020 (Daria Zawiałow, Król i Igo) Nosowska Vito Bambino CKOD: Męskie Granie Alternatywnie Kamil Pater: Wodecki/Pater                                                     | Tacet (by Wojtek Urbański) Dimon Hoshii Jakub Skorupa Ignacy                                                                                     | — |
| 20 lipca 2024    | Gdańsk      | Polsat Plus Arena          | Męskie Granie Orkiestra 2024 (Daria Zawiałow, Mrozu i Kacperczyk) Artur Rojek Kacperczyk Mery Spolsky Daria ze Śląska                                                                            | Kim Nowak Tomasz Makowiecki Swiernalis Obijalski Zuta                                                                                            | — |
| 26 lipca 2024    | Poznań      | Park Cytadela              | Męskie Granie Orkiestra 2015 (Smolik, Mela Koteluk, Fisz i Tomasz Organek) Daria Zawiałow Kortez Voo Voo i Leszek Możdżer Spięty                                                                 | Skalpel AV Set Smolik i Kev Fox Homo Twist Kuba Dąbrowski Cheap Tobbaco                                                                          | — |
| 27 lipca 2024    | Poznań      | Park Cytadela              | Męskie Granie Orkiestra 2024 (Daria Zawiałow, Mrozu i Kacperczyk) Artur Rojek Błażej Król i Gorzowska Orkiestra Dęta Tomek Lipiński Matylda/Łukasiewicz                                          | Beskres (by Kamp!) Grubson Projekt WOW (Waligóra, Odoszewski i Wolas) The Stubs VHS                                                              | — |
| 2 sierpnia 2024  | Wrocław     | Pola Marsowe               | Męskie Granie Orkiestra 2020 (Daria Zawiałow, Igo i Krzysztof Zalewski) Krzysztof Zalewski Kwiat Jabłoni Natalia Przybysz Jan Emil Młynarski i Brass Federacja, gościnnie: Ania Rusowicz         | Immortal Onion i Michał Jan Smolik/Kev Fox Tektonika i Kuba Więcek Pietrucha i Zalewska Gypsy and the Acid Queen                                 | — |
| 3 sierpnia 2024  | Wrocław     | Pola Marsowe               | Męskie Granie Orkiestra 2024 (Daria Zawiałow, Mrozu i Kacperczyk) Mrozu Ørganek: Unplugged Mery Spolsky Anita Lipnicka                                                                           | Tacet (by Wojtek Urbański) Kim Nowak Marcelina Patrick the Pan Kosmonauci                                                                        | — |
| 9 sierpnia 2024  | Kraków      | Muzeum Lotnictwa Polskiego | Męskie Granie Orkiestra 2017 (Brodka, Rogucki i Ørganek) Igo PRO8L3M Kaśka Sochacka CKOD: Męskie Granie Alternatywnie                                                                            | Karaś/Rogucki Rejoin, Twoosty Mayonez i USO 9001 – Generacja Jazz Jakub Skorupa Verde Rozen                                                      | — |
| 10 sierpnia 2024 | Kraków      | Muzeum Lotnictwa Polskiego | Męskie Granie Orkiestra 2024 (Daria Zawiałow, Mrozu i Kacperczyk) Mrozu Ørganek: Unplugged L.U.C. i Rebel Babel Film Orchestra – muzyka do filmu Chłopi Zalia                                    | Coals, gościnnie: Hubert. Pietrucha i Zalewska Kathia Hoshii Mùlk                                                                                | — |
| 23 sierpnia 2024 | Warszawa    | Lotnisko Bemowo            | Orkiestra Orkiestr Daria Zawiałow Krzysztof Zalewski Vito Bambino Spacer po Warszawie – Robert Cichy i goście Jakub Józef Orliński i Aleksander Dębicz – #LetsBaRock                             | Beskres (by Kamp!), gościnnie: Bokka i Reni Jusis Karaś/Rogucki Wojtek Mazolewski Quintet, gościnnie: Fisz i Błażej Król Matecki USO 9001 Ignacy | Deas 2K88 Penera Earth Trax Krenz                                                                        |
| 24 sierpnia 2024 | Warszawa    | Lotnisko Bemowo            | Męskie Granie Orkiestra 2024 (Daria Zawiałow, Mrozu i Kacperczyk) Mrozu Nosowska i Król Kwiat Jabłoni Miuosh i Zespół Pieśni i Tańca „Śląsk” – Pieśni współczesne Epilog Mela Koteluk            | Igo, gościnnie: Brodka Młynarski Masecki Fortet, Kuba Więcek i Henryk Wars Dimon Tektonika i Kuba Więcek Wiktor Waligóra Zuta                    | Catz ‘n Dogz An On Bast Sarapata Zima Stulecia, gościnnie: Envee – Transmisja do Maceo Wyro Julek Ploski |

## Album
Album koncertowy Męskie Granie 2024 został wydany 29 listopada 2024 nakładem wytwórni Mystic Production. Równocześnie ukazały się wydania z dwoma płytami CD i dwoma winylami, a także kolekcjonerski box set. Promujące go single w wykonaniu Męskie Granie Orkiestry 2024, „Tak… Tak… to ja” i „Nie nie nie”, zostały wydane kolejno 17 października i 25 listopada 2024 w formatach cyfrowych (digital download i streaming).

### Lista utworów
Opracowano na podstawie poligrafii dołączonej do albumu i danych w serwisie Tidal.
| Płyta pierwsza (wykonanie: Męskie Granie Orkiestra 2024) | Płyta pierwsza (wykonanie: Męskie Granie Orkiestra 2024) | Płyta pierwsza (wykonanie: Męskie Granie Orkiestra 2024)                                                | Płyta pierwsza (wykonanie: Męskie Granie Orkiestra 2024)                           | Płyta pierwsza (wykonanie: Męskie Granie Orkiestra 2024) | Płyta pierwsza (wykonanie: Męskie Granie Orkiestra 2024) |
| Nr                                                       | Tytuł utworu                                             | Muzyka                                                                                                  | Tekst                                                                              | Oryginalny wykonawca                                     | Długość                                                  |
| -------------------------------------------------------- | -------------------------------------------------------- | --- | ---------------------------------------------------------------------------------- | -------------------------------------------------------- | -------------------------------------------------------- |
| 1.                                                       | „Cykady na Cykladach”                                    | Marek Jackowski                                                                                         | Kora                                                                               | Maanam                                                   | 4:43                                                     |
| 2.                                                       | „Tak… Tak… to ja”                                        | Grzegorz Ciechowski                                                                                     | Grzegorz Ciechowski                                                                | Obywatel G.C.                                            | 4:29                                                     |
| 3.                                                       | „Muka!” (gościnnie: Nosowska)                            | Katarzyna Nosowska, Paweł Krawczyk                                                                      | Katarzyna Nosowska                                                                 | Hey                                                      | 4:10                                                     |
| 4.                                                       | „Kocham być z tobą”                                      | Justyna Święs, Kuba Karaś                                                                               | Justyna Święs                                                                      | The Dumplings                                            | 3:51                                                     |
| 5.                                                       | „Interpol”                                               | Steez83                                                                                                 | Oskar83                                                                            | PRO8L3M                                                  | 2:09                                                     |
| 6.                                                       | „Luka”                                                   | Stefan Czerwiński, Michał Wiraszko, Krzysztof Zalewski                                                  | Krzysztof Zalewski                                                                 | Krzysztof Zalewski                                       | 3:19                                                     |
| 7.                                                       | „Kate Moss”                                              | Robert Markiewicz, Tomasz Organek, Adam Staszewski                                                      | Tomasz Organek                                                                     | Ørganek                                                  | 4:26                                                     |
| 8.                                                       | „Mniej niż zero”                                         | Jan Borysewicz                                                                                          | Andrzej Mogielnicki                                                                | Lady Pank                                                | 4:39                                                     |
| 9.                                                       | „Kochać inaczej”                                         | Robert Chojnacki, Marek Kościkiewicz, Dariusz Krupicz, Andrzej Krzywy, Piotr Kubiaczyk, Jacek Perkowski | Marek Kościkiewicz                                                                 | De Mono                                                  | 5:38                                                     |
| 10.                                                      | „Fiołkowe pole”                                          | Piotrek Lewandowski                                                                                     | Sobel                                                                              | Sobel                                                    | 4:15                                                     |
| 11.                                                      | „Takiego chłopaka”                                       | Natalia Grosiak, Mikromusic                                                                             | Natalia Grosiak                                                                    | Mikromusic                                               | 4:18                                                     |
| 12.                                                      | „Scenariusz dla moich sąsiadów”                          | Jacek Kuderski, Wojciech Kuderski, Przemysław Myszor, Wojciech Powaga, Artur Rojek                      | Jacek Kuderski, Wojciech Kuderski, Przemysław Myszor, Wojciech Powaga, Artur Rojek | Myslovitz                                                | 6:02                                                     |
| 13.                                                      | „Nie nie nie”                                            | Maciej Majchrzak                                                                                        | Muniek Staszczyk                                                                   | T.Love                                                   | 4:55                                                     |
| 14.                                                      | „Wolne duchy”                                            | Mrozu, DrySkull, Paweł Kacperczyk, Maciej Kacperczyk                                                    | Daria Zawiałow, Mrozu, Maciej Kacperczyk, Paweł Kacperczyk, Rasmentalism           | Męskie Granie Orkiestra 2024                             | 5:24                                                     |
|                                                          |                                                          | |                                                                                    |                                                          | 1:02:18                                                  |

| Płyta druga | Płyta druga                       | Płyta druga                                              | Płyta druga                                  | Płyta druga                     | Płyta druga |
| Nr          | Tytuł utworu                      | Wykonawcy                                                | Muzyka                                       | Tekst                           | Długość     |
| ----------- | --------------------------------- | -------------------------------------------------------- | -------------------------------------------- | ------------------------------- | ----------- |
| 1.          | „Złamane serce jest ok”           | Daria Zawiałow                                           | Daria Zawiałow, Bartosz Dziedzic             | Daria Zawiałow                  | 3:37        |
| 2.          | „Aura”                            | Mrozu                                                    | Mrozu, DrySkull                              | Mrozu, DrySkull                 | 5:23        |
| 3.          | „Ki czort” (wersja MTV Unplugged) | Ørganek                                                  | Tomasz Organek                               | Tomasz Organek                  | 3:37        |
| 4.          | „Piotruś pan”                     | Spięty                                                   | Spięty                                       | Spięty                          | 4:03        |
| 5.          | „Krótkie momenty skupienia”       | Artur Rojek                                              | Artur Rojek, Bartosz Dziedzic                | Artur Rojek, Bartosz Dziedzic   | 3:53        |
| 6.          | „Nastolatek”                      | Krzysztof Zalewski                                       | Krzysztof Zalewski                           | Krzysztof Zalewski              | 4:49        |
| 7.          | „Zieleń”                          | Dimon                                                    | Dimon, Grzegorz Wiencek, Tomasz Kasiukiewicz | Aleksandra Górecka, Dimon       | 3:56        |
| 8.          | „Dni, których jeszcze nie znamy”  | T.Love                                                   | Jan Kanty Pawluśkiewicz, Marek Grechuta      | Marek Grechuta                  | 3:46        |
| 9.          | „Nie ma lekko”                    | Cool Kids of Death                                       | Calvin, Oreu                                 | Calvin, Oreu                    | 4:26        |
| 10.         | „Chałupy welcome to”              | Kamil Pater, gościnnie: Paulina Przybysz i Wiktor Dyduła | Ryszard Poznakowski                          | Grażyna Orlińska                | 4:36        |
| 11.         | „Wszystko ok?”                    | Rubens                                                   | Rubens                                       | Rubens                          | 4:47        |
| 12.         | „Chłopiec z zapałkami”            | Bartek Królik                                            | Bartek Królik, Marek Piotrowski              | Bartek Królik, Błażej Król      | 5:53        |
| 13.         | „Rilke”                           | Voo Voo i Leszek Możdżer                                 | Wojciech Waglewski                           | Wojciech Waglewski              | 6:12        |
| 14.         | „Znowu sam”                       | Zalia                                                    | Zalia, Leon Krześniak                        | Zalia, Jan Bąk                  | 3:08        |
| 15.         | „Jestem stąd”                     | Mela Koteluk                                             | Mela Koteluk, Marek Dziedzic                 | Mela Koteluk                    | 4:04        |
| 16.         | „Można”                           | Nosowska i Błażej Król                                   | Błażej Król                                  | Katarzyna Nosowska, Błażej Król | 4:09        |
|             |                                   |                                                          |                                              |                                 | 1:10:19     |

### Pozycje na listach sprzedaży
| Notowanie                | Najwyższa pozycja | Źr.    |
| ------------------------ | ----------------- | ------ |
| OLiS                     | 1                 | [ 14 ] |
| OLiS – albumy fizycznie  | 1                 | [ 15 ] |
| OLiS – albumy w streamie | 94                | [ 16 ] |
| OLiS – albumy – winyle   | 1                 | [ 17 ] |

| Notowanie               | Najwyższa pozycja | Źr.    |
| ----------------------- | ----------------- | ------ |
| OLiS                    | 65                | [ 18 ] |
| OLiS – albumy fizycznie | 16                | [ 19 ] |
| OLiS – albumy – winyle  | 43                | [ 20 ] |

## Nagrody i nominacje
| Plebiscyt      | Data                 | Kategoria        | Nominacja     | Rezultat  | Źr.    |
| -------------- | -------------------- | ---------------- | ------------- | --------- | ------ |
| Fryderyki 2025 | 5 kwietnia 2025(dts) | Singiel roku pop | „Wolne duchy” | Nominacja | [ 21 ] |